# Худар
Худар (чечен. Худар) — традиционное национальное блюдо чеченцев, каша, в состав которой входят кукурузная крупа или мука, пшеничная мука, молоко или вода, соль, топлёное сливочное масло) или кипячёное молоко или брынза.

## Описание
Для приготовления просеивают крупу или кукурузную или пшеничную муку. В кастрюле разогревают воду или молоко. В закипевшее молоко или воду засыпают крупу или кукурузную или пшеничную муку, чтобы не было комочков, постоянно помешивая. Варится на медленном огне до полной готовности каши. Подают чеченскую национальную молочную кашу в глубокой тарелке, в углубление которой кладут кусочек масла или творог с маслом. Отдельно подают молоко или брынзу.